# Billy Burnett
William John Burnett, detto Billy (Pelaw, 1º marzo 1926 – 1988), è stato un calciatore inglese, di ruolo centrocampista.

## Caratteristiche tecniche
Era un'ala destra.

## Carriera
Nella stagione 1945-1946 ha giocato con i semiprofessionisti del Wardley Colliery Welfare, mentre nella stagione 1946-1947 ha fatto parte della rosa del Grimsby Town, club della prima divisione inglese, con cui però durante l'annata non ha giocato nessuna partita di campionato; rimane comunque in rosa anche per la stagione 1947-1948, che i Mariners concludono all'ultimo posto in classifica (e quindi con una retrocessione in seconda divisione), nel corso della quale gioca in totale 10 partite di campionato. A fine anno viene ceduto all'Hartlepool Utd, in terza divisione: rimane ai Monkey Hangers per sei stagioni consecutive, tutte in questa categoria, durante le quali segna in tutto 17 reti in 194 partite di campionato giocate.
In carriera ha totalizzato complessivamente 204 presenze e 17 reti nei campionati della Football League.